# Karel Frederik van Baden
Karel Frederik (Karlsruhe, 22 november 1728 — aldaar, 10 juni 1811) was van 1746 tot 1771 markgraaf van Baden-Durlach en vervolgens markgraaf (1771-1803), keurvorst (1803-1806) en groothertog (1806-1811) van Baden.
Hij was de zoon van Frederik van Baden-Durlach (zoon van markgraaf Karel III Willem) en Amalie van Nassau-Dietz, dochter van Johan Willem Friso van Nassau-Dietz en zuster van Willem IV van Oranje-Nassau.

## Leven
Karel Frederik was, toen Karel III Willem op 12 mei 1738 stierf, pas negen jaar oud. Daarom werd de regering tot zijn meerderjarigheid waargenomen door Karel August. In zijn jeugd maakte hij reizen naar de Noordelijke en Zuidelijke Nederlanden en naar Parijs. Toen hij in 1746 meerderjarig werd, nam hij de regering van Baden-Durlach op zich, een land dat destijds circa 90.000 inwoners telde. 
Met de dood van August George Simpert van Baden-Baden, sterft de Bernhardijnse tak van de familie. Karel Frederiks erft in 1771 het markgraafschap Baden-Baden en voegde zijn twee landen samen tot één Baden.
Het Badense volk was verplicht arbeid te verrichten voor zijn vorst en werd daarnaast geteisterd door misoogsten en hongersnoden. Veel inwoners emigreerden in deze periode naar Amerika of Oost-Europa. Karel Frederik zocht een liberale oplossing om deze ontwikkeling tegen te gaan. Hij heerste als een verlicht absolutist en schafte in 1769 de tortuur en in 1783 de lijfeigenschap af. Hij speelde zelfs met de gedachte de doodstraf af te schaffen, maar de andere Duitse vorsten keurden dit niet goed. Hiernaast stimuleerde hij de economie, rechtspraak, stedenbouw en onderwijs.
Na de Franse Revolutie voelde Baden zich in zijn bestaan bedreigd. Dankzij baron Sigmund von Reitzenstein, Badens gevolmachtigde in Parijs, verbond Karel Frederik zich met Napoleon. Hierdoor werd hij bij de Reichsdeputationshauptschluss van 1803 tot keurvorst van Baden verheven en werd zijn territorium aanzienlijk uitgebreid. In ruil hiervoor moest Baden soldaten leveren voor de napoleontische veldtochten. De Vrede van Presburg (1805) bracht Karel Frederik ook nog de Breisgau en de Ortenau. Baden trad in 1806 toe tot de Rijnbond en werd verheven tot groothertogdom Baden.
Zijn laatste levensjaren besteedde groothertog Karel Frederik aan de opbouw van zijn residentiestad Karlsruhe die tussen 1801 en 1815 van 7500 tot 15.000 inwoners groeide. Hij stierf aldaar op 10 juni 1811. Daar zijn oudste zoon reeds in 1801 was gestorven, werd hij opgevolgd door zijn kleinzoon Karel. Zijn zoons Lodewijk I en Leopold zouden echter ook nog de troon bestijgen.

## Huwelijken en kinderen
Karel Frederik huwde op 28 januari 1751 Karoline Luise von Baden (1723-1783), dochter van Lodewijk VIII. Uit dit huwelijk werden vijf kinderen geboren, van wie er drie de volwassen leeftijd bereikten:
- Karel Lodewijk (1755-1801), vader van groothertog Karel
- Frederik (1756-1817), gehuwd met Louise van Nassau-Usingen, dochter van Frederik August van Nassau-Usingen
- Lodewijk I (1763-1830), groothertog van Baden

Op 24 november 1787 hertrouwde hij morganatisch met Luise Karoline Geyer von Geyersberg (1768-1820). Uit dit huwelijk werden vijf kinderen geboren, van wie er vier de volwassen leeftijd bereikten:
- Leopold (1790-1852), groothertog van Baden, gehuwd met Sofie van Zweden
- Willem (1792-1859)
- Amalia (1795-1869), gehuwd met Karel Egon II van Fürstenberg
- Maximiliaan (1796-1882)

Karel Frederik van Baden stelde in 1807 de Militaire Karl-Friedrich-Verdienstorde in.

## Voorvaderen
| Karel Frederik van Baden             | Karel Frederik van Baden                                                                              | Karel Frederik van Baden                                                                              | Karel Frederik van Baden                                                                          | Karel Frederik van Baden                                                                          | Karel Frederik van Baden                                                                          | Karel Frederik van Baden                                                                          | Karel Frederik van Baden                                                                     | Karel Frederik van Baden                                                                     |
| ------------------------------------ | --- | --- | ------------------------------------------------------------------------------------------------- | ------------------------------------------------------------------------------------------------- | ------------------------------------------------------------------------------------------------- | ------------------------------------------------------------------------------------------------- | -------------------------------------------------------------------------------------------- | -------------------------------------------------------------------------------------------- |
| Overgrootouders                      | Frederik VII van Baden-Durlach (1646–1709) ∞ Augusta Maria van Sleeswijk-Holstein-Gottorp (1649-1728) | Frederik VII van Baden-Durlach (1646–1709) ∞ Augusta Maria van Sleeswijk-Holstein-Gottorp (1649-1728) | Willem Lodewijk van Württemberg (1647–1677) ∞ Magdalena Sibylla van Hessen-Darmstadt (1652–1712)  | Willem Lodewijk van Württemberg (1647–1677) ∞ Magdalena Sibylla van Hessen-Darmstadt (1652–1712)  | Hendrik Casimir II van Nassau-Dietzt (1657-1696) ∞ Henriëtte Amalia van Anhalt-Dessau (1666-1727) | Hendrik Casimir II van Nassau-Dietzt (1657-1696) ∞ Henriëtte Amalia van Anhalt-Dessau (1666-1727) | Karel van Hessen-Kassel (1654-1730) (1665-1736) ∞ Maria Anna van Koerland (1653-1711)        | Karel van Hessen-Kassel (1654-1730) (1665-1736) ∞ Maria Anna van Koerland (1653-1711)        |
| Grootouders                          | Karel III Willem van Baden-Durlach (1679–1738) ∞ Magdalena Wilhelmina van Württemberg (1677-1742)     | Karel III Willem van Baden-Durlach (1679–1738) ∞ Magdalena Wilhelmina van Württemberg (1677-1742)     | Karel III Willem van Baden-Durlach (1679–1738) ∞ Magdalena Wilhelmina van Württemberg (1677-1742) | Karel III Willem van Baden-Durlach (1679–1738) ∞ Magdalena Wilhelmina van Württemberg (1677-1742) | Johan Willem Friso van Nassau-Dietz (1687–1711) ∞ Maria Louise van Hessen-Kassel (1688–1765)      | Johan Willem Friso van Nassau-Dietz (1687–1711) ∞ Maria Louise van Hessen-Kassel (1688–1765)      | Johan Willem Friso van Nassau-Dietz (1687–1711) ∞ Maria Louise van Hessen-Kassel (1688–1765) | Johan Willem Friso van Nassau-Dietz (1687–1711) ∞ Maria Louise van Hessen-Kassel (1688–1765) |
| Ouders                               | Frederik van Baden-Durlach (1703–1732) ∞ Amalie van Nassau-Dietz (1710-1777)                          | Frederik van Baden-Durlach (1703–1732) ∞ Amalie van Nassau-Dietz (1710-1777)                          | Frederik van Baden-Durlach (1703–1732) ∞ Amalie van Nassau-Dietz (1710-1777)                      | Frederik van Baden-Durlach (1703–1732) ∞ Amalie van Nassau-Dietz (1710-1777)                      | Frederik van Baden-Durlach (1703–1732) ∞ Amalie van Nassau-Dietz (1710-1777)                      | Frederik van Baden-Durlach (1703–1732) ∞ Amalie van Nassau-Dietz (1710-1777)                      | Frederik van Baden-Durlach (1703–1732) ∞ Amalie van Nassau-Dietz (1710-1777)                 | Frederik van Baden-Durlach (1703–1732) ∞ Amalie van Nassau-Dietz (1710-1777)                 |
| Karel Frederik van Baden (1728–1811) | | |                                                                                                   |                                                                                                   |                                                                                                   |                                                                                                   |                                                                                              |                                                                                              |